# Брієнца
Брієнца (італ. Brienza) — муніципалітет в Італії, у регіоні Базиліката,  провінція Потенца.
Брієнца розташована на відстані близько 310 км на південний схід від Рима, 23 км на південний захід від Потенци.
Населення — 4066 осіб (2014).
Щорічний фестиваль відбувається 10 травня. Покровитель — San Cataldo.

## Демографія
Населення за роками:

Станом на 1 січня 2023 року в муніципалітеті офіційно проживав 251 іноземець з 28 країн, серед них 120 громадян країн Євросоюзу.

## Сусідні муніципалітети
- Атена-Лукана
- Марсіко-Нуово
- Полла
- Сала-Консіліна
- Сант'Анджело-Ле-Фратте
- Сассо-ді-Кастальда
- Сатріано-ді-Луканія